# Влада Јована Пламенца од 2. марта 1921. године
Владу је у емиграцији поставио Данило II који је примио дужност Краља Црне Горе после смрти Краља Николе, али је после 6 дана ријешио абдицирати у корист свог малољетног синовца Михаила под намесништвом Краљице Милене.

## Чланови владе
| Функција                              | Слика     | Име и презиме      | Детаљи |
| ------------------------------------- | --------- | ------------------ | ------ |
| Предсједник Министарског Савјета      |           | Јован С. Пламенац  |        |
| Министар Спољних Послова              |           | Јован С. Пламенац  |        |
| Министар Унутрашњих Послова           | заступник | Јован С. Пламенац  |        |
| Министар Војни                        |           | Милутин М. Вучинић |        |
| Министар Финансија и Грађевина        |           | Мило Вујовић       |        |
| Министар Правде                       |           | Перо Ђ. Шоћ        |        |
| Министар Просвјете и Црквених Послова | заступник | Перо Ђ. Шоћ        |        |